# Rio Ogarantim
Le rio Ogarantim est un cours d'eau brésilien de l’État du Rio Grande do Sul. 